# Vratislav Lokvenc
Vratislav Lokvenc (født 27. september 1973 i Náchod, Tjekkoslovakiet) er en tjekkisk tidligere fodboldspiller (angriber). Han var kendt for sin stærke fysik og sit hovedspil.

## Karriere
Lokvenc spillede hele 74 kampe og scorede 14 mål for det tjekkiske landshold, som han debuterede for 6. september 1995 i en EM-kvalifikationskamp mod Norge. Han blev dog ikke udtaget til EM 1996, hvor tjekkerne overraskende nåede hele vejen til finalen. Han var til gengæld med ved både EM 2000 i Belgien og Holland samt ved EM 2004 i Portugal. Han var også med på holdet ved tjekkernes første VM-deltagelse nogensinde, VM 2006 i Tyskland. Gruppekampen mod Ghana ved denne turnering blev hans sidste landskamp.
På klubplan tilbragte Lokvenc en stor del af sin karriere i hjemlandet hos Sparta Prag, som han vandt hele fem tjekkiske mesterskaber med. Her vandt senere også mesterskaber i både Østrig (for Red Bull Salzburg og i Schweiz (for FC Basel. Af hans andre klubber kan nævnes FC Kaiserslautern, som han repræsenterede i fire sæsoner. 

## Titler
Tjekkisk mesterskab
- 1995, 1997, 1998, 1999 og 2000 med Sparta Prag

Tjekkisk pokal
- 1996 med Sparta Prag

Østrigsk mesterskab
- 2007 med Red Bull Salzburg

Schweizisk mesterskab
- 2008 med FC Basel

Schweizisk pokal
- 2008 med FC Basel